# کلیپئوموروس
کلیپئوموروس (نام علمی: Clypeomorus) نام یک سرده از رده شکم‌پایان است.